# Bướm phượng đảo Corse
Bướm phượng đảo Corse, tên khoa học Papilio hospiton, là một loài bướm thuộc họ Papilionidae. Loài này được mô tả năm 1839 bởi Guénée.
Loài này chỉ được tìm thấy ở Corse và Sardegna.:326-327

## Hình ảnh

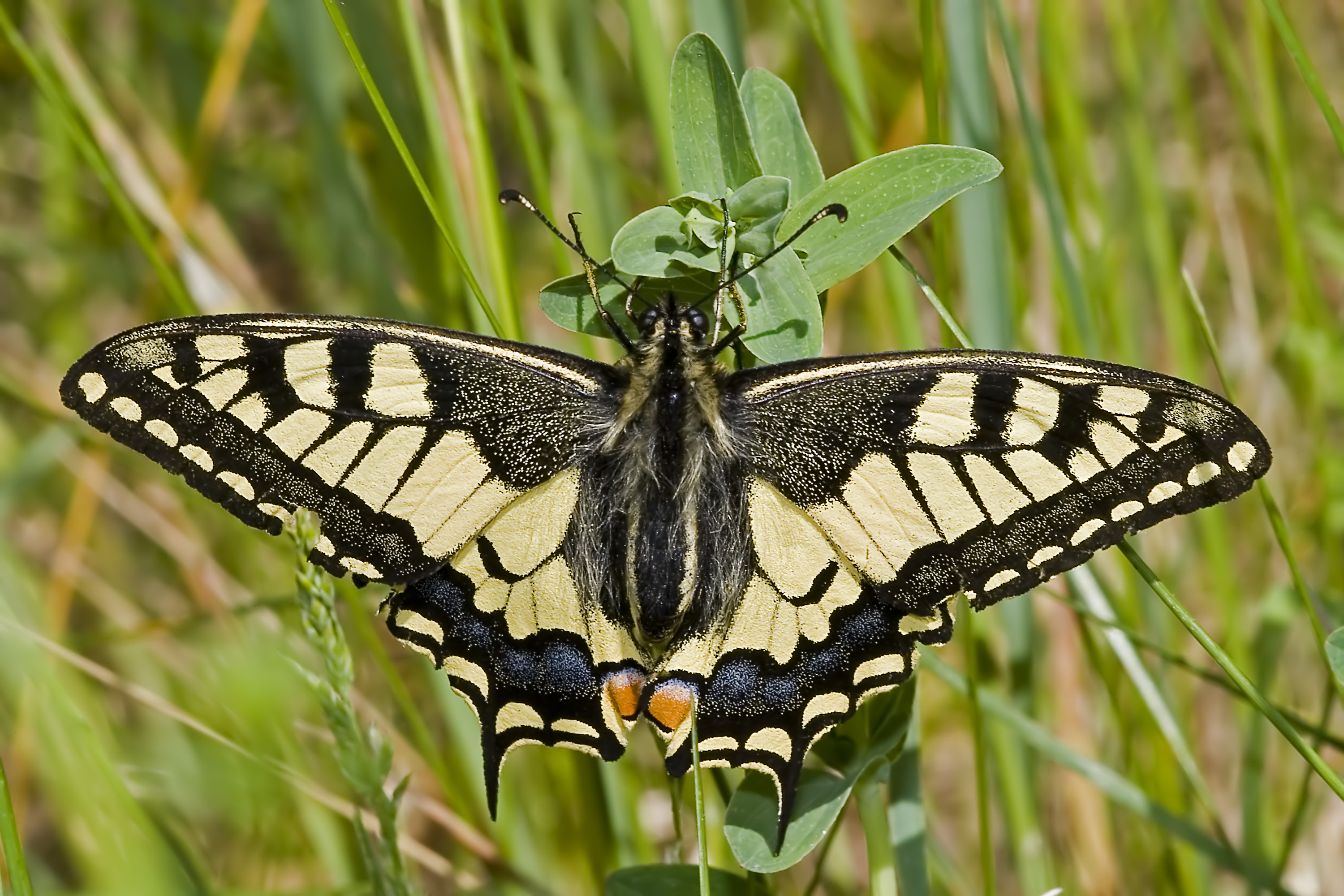
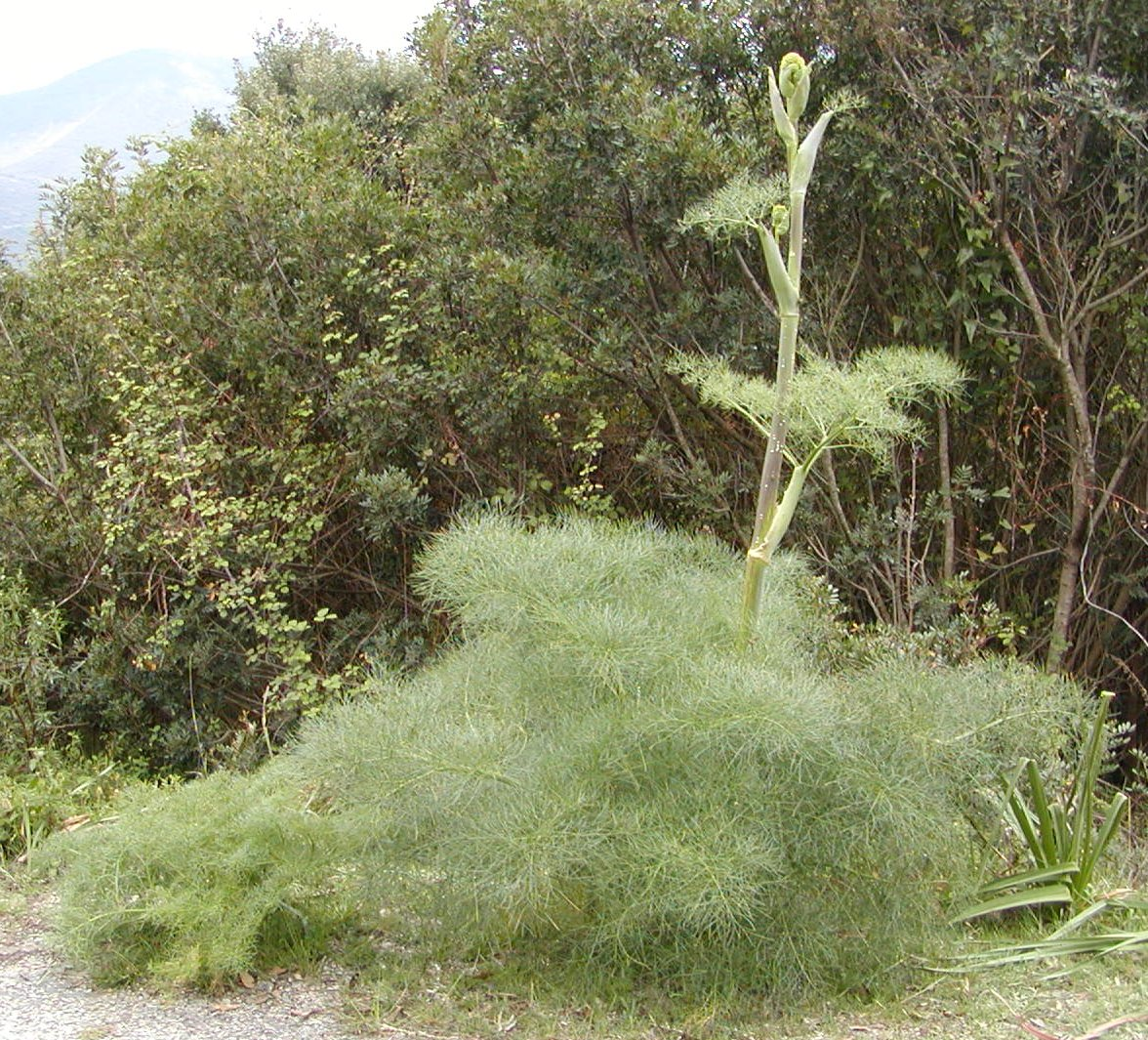
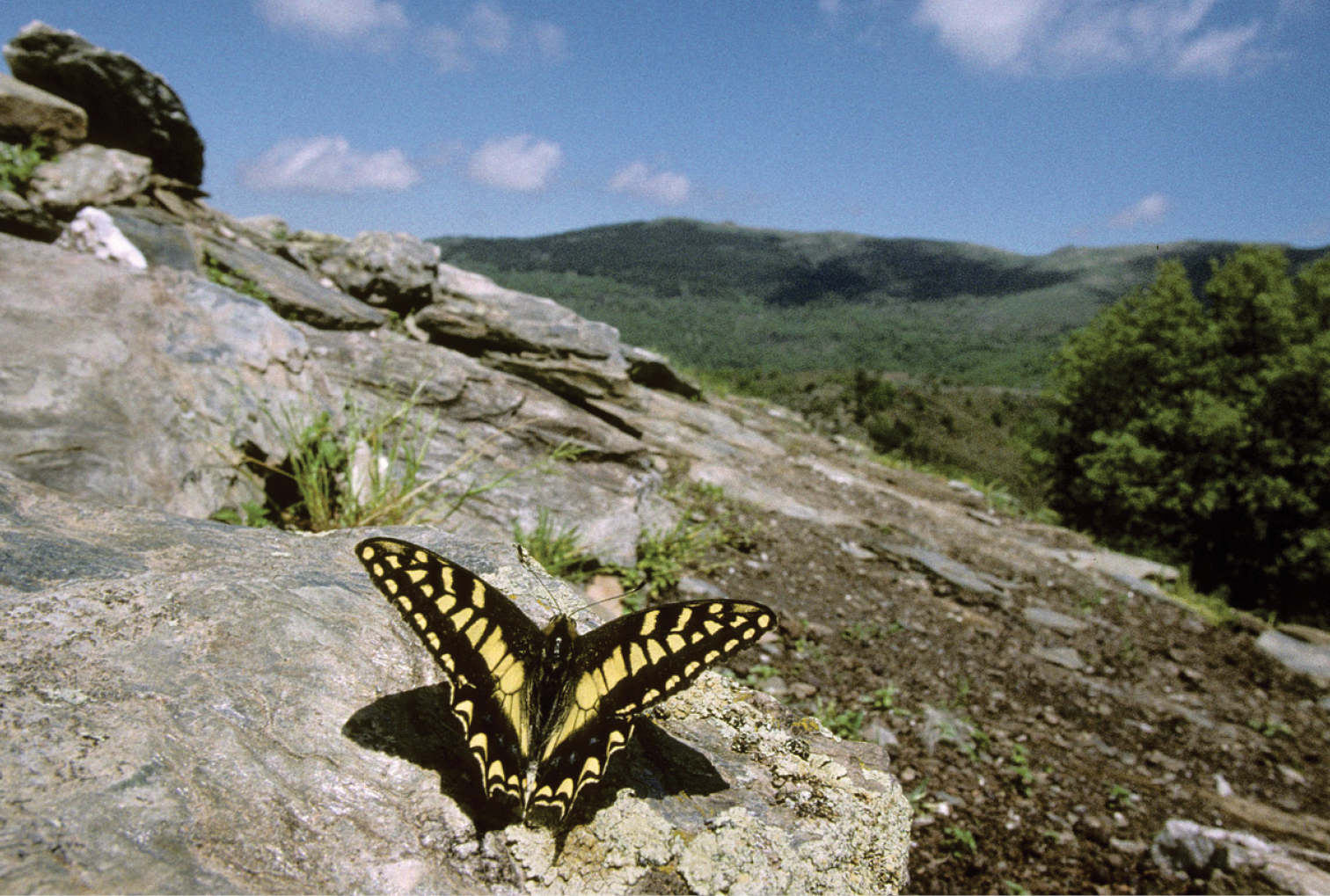
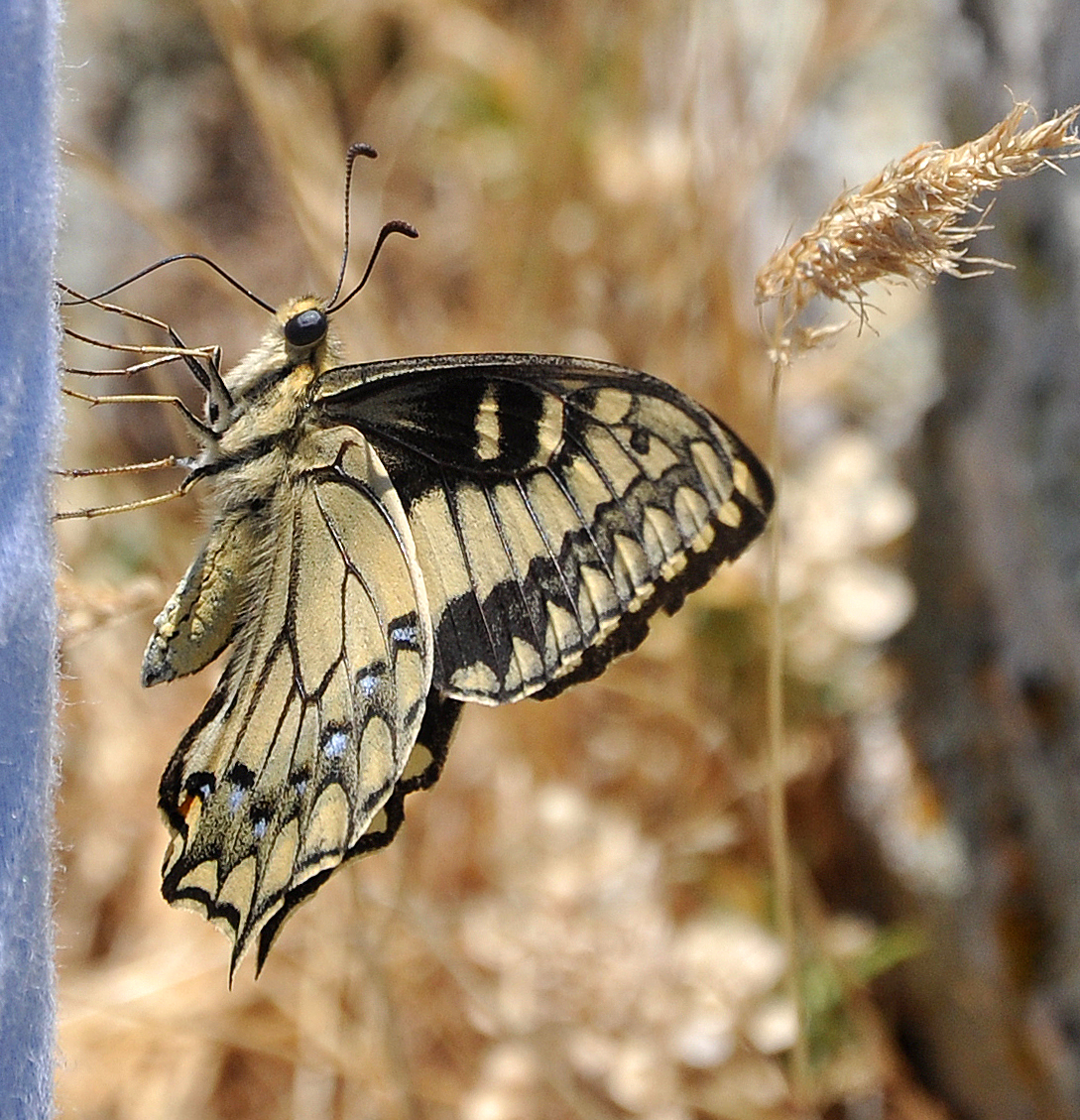